# 谢明道
谢明道（1947年1月—），四川南部县人。1974年3月加入中国共产党。重庆医学院（现重庆医科大学）儿科系毕业，大学本科学历。历任中共蓬溪县委代理书记，遂宁市委副书记，四川省计划生育委员会副主任、主任，省卫生厅厅长等职。2006年1月当选四川省政协副主席。